# Pałacyk Holenderskiego
Pałacyk Holenderskiego – potoczna nazwa zespołu willowego znajdującego się przy ulicy 3 Maja 25 w Zawierciu.
Pałacyk został wybudowany przed I wojną światową i był własnością Stanisława Holenderskiego, w którym zamieszkiwał on wraz z rodziną. Składała się na niego willa oraz ogród. Budynek został zbudowany w stylu secesji. Do wejścia prowadziły duże, dwubieżne schody, zaś taras otoczono kamienną balustradą. We wnętrzu znajdował się salon i około dziesięć pomieszczeń mieszkalnych. Do willi przylegał zakrzewiony i zadrzewiony ogród, znajdujący się przed wejściem. Cały zespół był ogrodzony i nieco cofnięty od ulicy.
Po wybuchu II wojny światowej obiekt przejęli Niemcy. Obecnie w pałacyku prowadzona jest działalność handlowa.
27 sierpnia 1992 roku zespół willowy został wpisany do rejestru zabytków pod numerem A/1494/92.